# Kazon
Kazon är en krigisk utomjordisk art som förekommer i serien Star Trek: Voyager. Kazonerna lever fattigt i sin del av rymden (deltakvadranten) och stjäl gärna från andra arter. Voyager stöter på dem i seriens pilotavsnitt. Kazonernas skepp är egentligen byggda av en art som kallas Trabe men Kazonerna stal deras skepp och använde dem som sina egna.